# Maria Shaw
Pour les articles homonymes, voir Shaw.
Maria Shaw (1814 - 9 septembre 1876) est une contralto anglaise qui a chanté de l'opéra dans les années 1830 et 1840. Elle a créé le rôle de Cuniza lors de la première mondiale du premier opéra de Giuseppe Verdi, Oberto, à La Scala en 1839.

## Biographie
Née Maria Postans dans le Kent en 1814, fille de Thomas et Agathe Postans et sœur de l'écrivain Marianne Postans auteur de Western India , Shaw entre à la Royal Academy of Music de Londres 1828. Elle y étudie jusqu'en 1831 et est l'élève de George Smart. Elle commence le chant professionnellement en 1834 comme chanteuse de concert et est particulièrement active dans son pays les années suivantes comme chanteuse de concert et d'oratorios.
Elle se marie en 1835 avec le peintre Alfred Shaw et apparait ensuite sous le nom de Maria Shaw. La même année elle chante lors des Concerts of Ancient Music de Londres et au Festival d'York. Elle chante en 1836 aux festivals de Norwich et de Liverpool, lors de ce dernier elle crée au Royaume-Uni l'oratorio Paulus de Felix Mendelssohn le 3 octobre 1836. En 1837 elle apparait à Londres dans plusieurs concerts sponsorisés par la Royal Philharmonic Society et la Sacred Harmonic Society. Elle chante également lors du Birmingham Triennial Music Festival.
En 1838-1939 elle est soliste lors de douze concerts sous la baguette de Mendelssohn avec l'Orchestre du Gewandhaus de Leipzig au Gewandhaus, Leipzig.
Shaw commence sa carrière en Italie en 1839 au Teatro Nuovo di Novara dans le rôle d'Arsace dans Semiramide de Gioachino Rossini. Elle interprète également la même année Malcolm Groeme dans La donna del lago de Rossini.
Elle fait ses débuts à La Scala le 17 novembre 1839 en tant que Cuniza lors de la création mondiale du premier opéra de Giuseppe Verdi, Oberto.
Elle retourne ensuite dans son pays natal où elle est la première à rapporter l'excellence de Verdi et pousse le musicologue et critique Henry Chorley (en) à s'intéresser au compositeur italien. Elle est active au Royal Opera House et au Theatre Royal, Drury Lane à Londres au début des années 1840 chantant les rôles d'Arsace, Fidalma dans Il matrimonio segreto de Domenico Cimarosa, et de Graeme Malcolm. En 1844 elle chante lors de la création mondiale de The Brides of Venice de Julius Benedict à Drury Lane.
Sa carrière tourne court lorsque son mari devient fou. Le stress de cet évènement l'affecte psychologiquement et elle devient incapable de chanter juste. Après la mort de son mari en 1847 elle se marie avec le juriste J.F. Robinson. Elle ne chante plus jamais sur scène après cela.
Elle meurt à Hadleigh Hall, Suffolk en 1876.